# Воут, Рассел
Рассел Тарлоу Воут (англ. Russell Thurlow Vought; род. 26 марта 1976) — американский политик, функционер Республиканской партии. Директор Административно-бюджетного управления (2019—2021, с 2025).

## Биография
Окончил Уитон-колледж и получил степень доктора права в Школе права университета Джорджа Вашингтона. Около 20 лет работал в аппарате Конгресса США, начав карьеру помощником сенатора Фила Грэмма и достигнув значимых постов — политического директора Республиканской конференции Палаты представителей и исполнительного директора Комитета республиканских исследований.
В июне 2017 года в ходе слушаний в Сенате по поводу назначения Воута заместителем директора Административно-бюджетного управления Исполнительного офиса президента США сенатор Берни Сандерс обвинил Воута в исламофобии, поскольку тот в 2016 году публично поддержал свою alma mater — Уитонский колледж, уволивший преподавателя за утверждение, что христиане и мусульмане молятся одному и тому же Богу; при этом сам сенатор оказался под огнём критики, поскольку 6-я статья Конституции США запрещает затрагивать тему религиозных убеждений при подборе кандидатур на замещение государственных должностей. В начале 2018 года Воут был с трудом утверждён: голоса сенаторов разделились по партийной принадлежности поровну — 49 на 49, и свой выбор пришлось сделать вице-президенту Пенсу. Исполняет обязанности директора Административно-бюджетного управления Белого дома с января 2019 года, когда предыдущий директор Мик Малвейни временно возглавил аппарат Белого дома. 18 марта 2020 года президент Трамп объявил о намерении выдвинуть его кандидатуру на должность постоянного директора АБУ.
22 июля 2020 года официально утверждён в должности директора АБУ.
6 февраля 2025 года Воут, вновь номинированный на прежнюю должность вернувшимся к власти президентом Дональдом Трампом, утверждён Сенатом США, получив 53 голоса «за» и 47 «против». Во время слушаний подвергался критике со стороны сенаторов-демократов как соавтор «Проекта 2025».
7 февраля 2025 года официально вступил в должность и одновременно назначен исполняющим обязанности директора Бюро финансовой защиты потребителя.